# Психо 4: В начале
«Психо 4: В начале» (англ. Psycho 4: The Beginning) — американский телевизионный триллер 1990 года, снятый Миком Гаррисом. Сценаристом выступил Джозеф Стефано, который написал также сценарий и оригинального фильма 1960 года. Самому Стефано не нравились сиквелы (которые, по его мнению, были похожи на обычные слешеры), поэтому данный фильм является прямым продолжением первого и события «Психо 2» и «Психо 3» в нём проигнорированы. Пятый фильм франшизы. 

## Сюжет
Немолодой уже Норман Бейтс восстанавливается после лечения в психиатрической лечебнице. За время пребывания в больнице он познакомился с психоаналитиком по имени Констанс, которая в итоге стала его женой. У них с женой всё было хорошо, пока Норман не узнал о её беременности. Норман не хочет иметь детей, считая себя глубоко ненормальным и думая, что дети получат эту ненормальность по наследству. Норман слушает радио в ожидании возвращения с работы своей жены и в радио-шоу слышит тему о матереубийстве. Он звонит в студию, и ведущая потихоньку вытаскивает из него страшные воспоминания детства. Мать в детстве заставляла Нормана одеваться в девичью одежду и изводила упреками в никудышности. После появления мужчины ситуация совсем вышла из-под контроля, и Норман подсыпал матери в напиток стрихнин.
Рассказав свою историю, Норман договаривается со своей женой Конни встретиться в особняке Бейтсов, где он собирается убить её. В особняке Конни понимает намерения Нормана и умоляет его остановиться, и уверяет его, что с их ребёнком всё будет в порядке. Норман прислушивается к её словам и отпускает Конни. Желая покончить со своими кошмарами, он устраивает пожар в доме, во время которого он видит многочисленных призраков своих жертв, в том числе и мать, которая уговаривает его «взять с собой». Норман отказывается и с большим трудом выбирается из горящего дома. На следующее утро пожарные тушат остатки полностью сгоревшего особняка.
В конце Норман заявляет, что «полностью свободен» и уходит с женой от своего бывшего дома. Между тем, сидящий в подвале призрак матери «требует» освободить её, но дверь в подвал тут же закрывается. Экран темнеет, и за титрами слышен детский плач, свидетельствующий о рождении ребёнка Бейтса.

## В ролях
- Энтони Перкинс — Норман Бэйтс
- Генри Томас — Молодой Норман Бэйтс
- Оливия Хасси — Норма Бэйтс
- Си Си Эйч Паундер — Френ Амброуз
- Уоррен Фрост — Доктор Лео Ричмонд
- Донна Митчелл — Конни Бэйтс
- Томас Шустер — Чет Рудольф
- Шарен Самилл — Холли
- Бобби Эворс — Глория
- Джон Лэндис — Майк Калвеччио
- Курт Пол — Рэймонд Линетт

## Релизы
Премьера фильма состоялась на телеканале Showtime 10 ноября 1990 года.
Психо 4: В начале был выпущен на DVD в Регионе 1 на диске, включающем в себя также фильмы Психо 2 и Психо 3, 14 августа 2007 года компанией Universal Studios Home Entertainment. Также Universal выпустил диск, в который вошли все 4 фильма Психо, в Регионе 2. Во Франции Психо 4 был выпущен в 2007 году компанией Aventi Distribution.
Компания Shout! Factory объявила, что Психо 4: В начале будет выпущен на Blu-Ray 23 августа 2016 года.

## Факты
- Слоган фильма: «You’ve met Norman… now meet mother».
- Фильм снимался на студии Universal во Флориде с 4 июня по 13 июля 1990 года. Отель и особняк Бэйтса были выстроены на территории тематического парка.
- Долгое время ходили слухи о следующем фильме под названием Психо 5 (англ. Psycho V) или Сын психопата (англ. Son Of Psycho). Однако работа над сценарием так и не началась, и лишь в 1998 году Гас Ван Сант снял свой ремейк оригинального фильма с новым актёрским составом.
- В первом фильме Норман говорит Мэрион Крэйн, что купить мотель Норму уговорил любовник. Здесь же любовник появляется уже после того, как Бейтсы приобрели мотель.